# 核事故
依照国际原子能机构（IAEA）的标准，核事故是指对人、环境或设备造成严重后果的事件。核事故导致的后果有致死的影响、对自然环境造成的大量辐射泄漏、爐心熔毀等。“重大核事故”，比如1986年的切尔诺贝利核事故及2011年的福島第一核電站事故，则通常指反應堆堆芯损坏，大量放射性材料泄漏的事故。
核子動力潛艇事故包括K-19（1961），K-19（1961），K-11（1965），K-27（1968），K-140（1968），K-429（1970），K-222（1980）和 K-431（1985）。严重的辐射事件/事故包括克什特姆核廢料爆炸事故，溫斯喬火災，哥斯达黎加的放射性事故，萨拉戈萨的放射性事故，摩洛哥的辐射事故，戈亚尼亚事故,，墨西哥城的辐射事故， 泰国的放射治疗单位事故，印度的Mayapuri放射性事故，車諾比核災， 福島第一核電廠事故。
国际原子能机构设有一个网站报道最近的事故。

## 外部連結
- 【映像資料】東京電力福島第一原子力発電所における3号機原子炉建屋内調査の映像 （页面存档备份，存于） - on Nuclear Regulation Authority Official YouTube channel『NRAJapan』